# Pygeum oblongum
Pygeum oblongum är en rosväxtart som beskrevs av Tse Tsun Yu och L.T. Lu. Pygeum oblongum ingår i släktet Pygeum och familjen rosväxter. Inga underarter finns listade i Catalogue of Life.